# پروکلس (پرگامون)

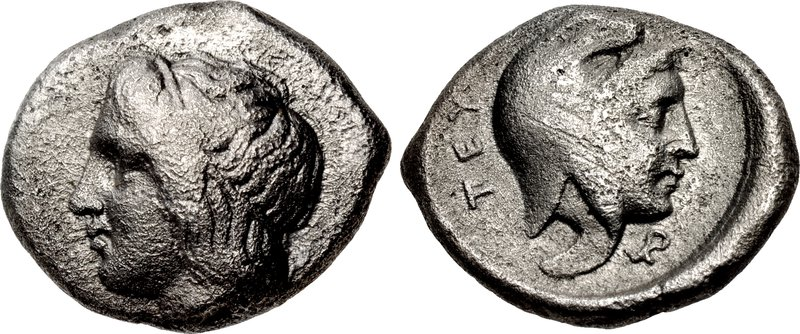
سکه پروکلس، برادر و فرمانروای مشترک اوریستنس، از سلسله ی تئوثرانیا و هالیسارنا نزدیک به ۴۰۰–۳۹۹ قبل از میلاد. پرتره پروکلس با کلاه ایرانی، تئوثرانیا، میسیا.
سر برجسته آپولو سمت چپ / سر پروکلس سمت راست، با به کار بردن کلاه ایرانی.

پروکلس (نزدیک به ۴۰۰ سال پیش از میلاد) از نوادگان پادشاه تبعیدی اسپارتا، دماراتوس، و فرمانروای پرگامون در آسیای صغیر زیر نگرش امپراتوری هخامنشی بود. او برادر اوریستنس بود و با او فرمانروایی مشترک داشت.
پس از برکناری او در سال ۴۹۱ پیش از میلاد، دماراتوس به پارس فرار کرد، جایی که شاهنشاه داریوش اول او را به فرمانروایی شهرهای پرگامون، تئوثرانیا و هالسارنا برگزید. نزدیک به صد سال بعد، اوریستنس و برادرش پروکلس بر همان شهرها فرمانروایی کردند. فرامانروایی مشترک آنها دست کم برای سال ۳۹۹ پیش از میلاد تصدیق شده‌ است.
گزنفون و ارتش موسوم به ده هزار در آغاز لشکرکشی شان برای وارد شدن به آسیای صغیر از سوی پروکلس در رویارویی با نیروهای هخامنشی پشتیبانی هایی دریافت کردند. به گفته گزنفون (آناباسیس، ۷٫۸٫۸–۱۷)، زمانی که او در سال ۳۹۹ وارد میسیا شد، با هلاس، بیوهٔ گونگیلوس و شاید دختر تمیستوکلس، که در پرگامون زندگی می‌کرد دیدار کرده بود. دو پسر او، گورگیون و گونگیلوس کوچکتر، به ترتیب بر شهرهای گامبریوم و پالئاگامبریوم (برای گورگیون) و میرینا و گرینیوم (برای گونگیلوس) فرامانروایی می‌کردند. گزنفون از سوی فرزندان گونگیلوس و همچنین از فرزندان دماراتوس، تبعیدی اسپارتی که به فرامانروایی ساتراپ هخامنشیان گماشته شده بود، برای لشکرکشی به آسیای صغیر پیشتبانی می‌شد.
مسکوکات پروکلس یکی از نخستین پرتره‌های یک فرمانروای یونانی را روی یک سکه نشان می‌دهد.
شهر پرگامون سپس توسط سردار اسپارتی به نام ثیبرون، که در برابر ساتراپ هخامنشی لیدیا و تیسافرن ایونیا مبارزه می‌کرد به چنگ آورده شد. 